# 東奧蘭治 (新澤西州)
東奧蘭治（英語：East Orange）是一個位於美國新澤西州艾塞克斯縣的城市。

## 人口
根據2020年美國人口普查的數據，東奧蘭治的面積為10.17平方千米，當中陸地面積為10.17平方千米，而水域面積為0.00平方千米。當地共有人口69612人，而人口密度為每平方千米6,845人。